# Vanna (Vorname)
Vanna (kambodschanisch: វណ្ណា) ist ein weiblicher Vorname.

## Herkunft und Bedeutung
Der kambodschanische Vorname bedeutet golden, goldfarben; und stammt letztendlich aus dem Sanskrit.
Der italienische Vorname ist die Kurzform von Giovanna. Weitere Varianten sind Gianna, Giovannetta, Gia und Giannina.

## Bekannte Namensträgerinnen
- Vanna Bonta (1958–2014), US-amerikanische Schriftstellerin und Filmschauspielerin
- Vanna Paoli (* 1948), italienische Regisseurin und Drehbuchautorin
- Vanna White (* 1957), US-amerikanische Schauspielerin und Fernsehmoderatorin